# Billy Rose
Billy Rose (* 6. September 1899 in New York; † 10. Februar 1966 in Montego Bay, Jamaika; eigentlich William Samuel Rosenberg) war ein US-amerikanischer Liedtexter, Showgeschäft-Impresario und Manager.

## Leben und Wirken
Rose wuchs in den Arbeiterviertel der Lower East Side auf. Er machte eine Ausbildung zum Stenographen und diente in diesem Beruf ab 1917 (Kriegseintritt Amerikas) im War Industries Board (Rat für Kriegsindustrie) in Washington, D.C.
Nach dem Krieg entschloss sich Rose als Liedtexter für die „Tin Pan Alley“ zu arbeiten, fand eine Anstellung im Musikverlag von Leo Feist und änderte seinen Namen. Sein erstes Lied You Tell Her, I Stutter schrieb er Anfang der 1920er mit Cliff Friend, sein erster Hit Barney Google, der auf dem gleichnamigen Comic basierte und für den Con Conrad die Musik schrieb, stellte sich 1923 ein.
 
Zusammen mit Lee David entstand 1926 Tonight You Belong to Me, mit Dave Dreyer schrieb er einige Schlager für Al Jolson, der auch als Mitautor genannt wird, u. a. There’s a Rainbow ’Round My Shoulder (1926), Me and My Shadow (1927) und Back in Your Own Backyard (1928).
Rose verlegte sich bald darauf, andere Songwriter vor den Musikverlagen zu vertreten und zu verhandeln – wobei er sein Salär über die Nennung als Mitautor erzielte. Bis in die 1930er entstanden so eine Vielzahl von Hits, bei denen er als „Co-Writer“ aufgeführt wird, u. a. bei: 
- 1923: That Old Gang of Mine (T.: Mort Dixon/M.: Ray Henderson)
- 1925: A Cup of Coffee, a Sandwich and You für die Broadway-Show Charlot Revue (Al Dubin/Joseph Meyer)
- 1925: Don’t Bring Lulu (Lew Brown/Ray Henderson)
- 1925: Clap Hands, Here Comes Charlie! (Ballard MacDonald/Joseph Meyer)
- 1929: Great Day für das gleichnamige Broadway-Musical (Edward Eliscu/Vincent Youmans)
- 1930: Cheerful Little Earful für die Broadway-Show Sweet and Low (Ira Gershwin/Harry Warren)
- 1931: I Found a Million Dollar Baby (in a Five and Ten Cent Store) für die Broadway-Show Crazy Quilt (Mort Dixon/Harry Warren)
- 1932: It’s Only a Paper Moon für die Broadway-Show The Great Magoo (Yip Harburg/Harold Arlen)

1924 eröffnete Rose seinen ersten Club, einen Speakeasy, in dem Joe Frisco und Helen Morgan auftraten – wenig später den feineren Fifth Avenue Club an der gleichnamigen Straße. 1933, zum Ende der Prohibition, machte er das Nachtclub-Restaurant Casino de Paree auf. Von 1939 bis 1952 führte er seinen berühmtesten Nachtclub, Billy Rose’s Diamond Horseshoe (um den herum die 20th Century Fox 1945 einen Musikfilm konstruierte; Regie bei Diamond Horseshoe führte George Seaton, die Hauptrolle spielte Betty Grable, Harry Warren schrieb den Großteil des Scores u. a. den Song The More I See You).
Um 1930 richtete Rose sein Augenmerk verstärkt auf den Broadway. An Vincent Youmans Musical Great Day von 1929 war er als Mitautor am Score gelistet. Für Fanny Brice, die er 1929 heiratete, produzierte er 1930 seine erste Show Sweet and Low (die ein Jahr später überarbeitet unter dem Titel Billy Rose’s Crazy Quilt herauskam). 1935 produzierte Rose die spektakuläre Extravaganza Jumbo, für deren Musik er Rodgers und Hart engagierte.
1936 wurde Rose angeheuert, um für die Fort Worth Frontier Centennial Exposition in Texas eine Extravaganza (im Casa Mañana Theatre) zu organisieren. Sein nächstes Großspektakel war die Aquacade, eine Riesen-Wasser-Ballett-Freiluftshow, die er 1937 bei der Great Lakes Exposition in Cleveland (Ohio) herausbrachte, die dann 1939 sehr erfolgreich bei der Weltausstellung in New York und 1940 bei der Golden Gate International Exposition in San Francisco lief. Unter den Stars befanden sich die Schwimm-Olympiasieger Johnny Weissmüller, Buster Crabbe, Gertrude Ederle und Eleanor Holm (die Rose 1939 heiratete, nachdem er ein Jahr zuvor von Brice geschieden worden war) sowie das spätere Schwimmidol Esther Williams.
1943 produzierte Rose das von Ben Hecht organisierte jüdische Historienspiel (pageant) We Will Never Die (für das Kurt Weill die Musik schrieb). Die Extravaganza, die zweimal im Madison Square Garden in New York und danach in sechs weiteren Großstädten gezeigt wurde, sollte die amerikanische Öffentlichkeit auf den Massenmord an den europäischen Juden aufmerksam machen.
Am Broadway kam Ende 1943 die von Rose produzierte Bizet-Adaption Carmen Jones von Oscar Hammerstein heraus. Mit seiner komplett schwarzen Besetzung wurde das Musical ein großer Erfolg. 1944 brachte er das Cole-Porter-Musical Seven Lively Arts heraus.
Rose machte sich auch als Theaterbesitzer einen Namen, 1933 erwarb er das Hammerstein’s Theatre am Broadway und betrieb es als Billy Rose’s Music Hall bis 1936 (heute Ed Sullivan Theatre). 1944 erwarb er das Ziegfeld Theatre, ebenfalls im Theatre District, und betrieb es bis 1955 hauptsächlich als Musical-Theater. 1959 erwarb er dann das National Theatre (nähe Times Square), wo unter dem Namen Billy Rose Theatre bis 1978 gespielt wurde (heute Nederlander Theatre).
 
1949–51 lief im Ziegfeld Theatre das Musical Gentlemen Prefer Blondes. 1951/52 liefen das Shaw-Stück Cäsar und Cleopatra und das Shakespeare-Stück Antonius und Cleopatra mit Vivien Leigh und Laurence Olivier, einem Paar das zu dieser Zeit stark im Blickfeld des öffentlichen Interesses stand. Von 1953 bis 1955 lief im Ziegfeld das Musical Kismet. 1954 produzierte Rose das Schauspiel The Immoralist von Ruth und Augustus Goetz in dem James Dean eine Hauptrolle spielte. Im Billy Rose Theatre lief 1962–64 das aufsehenerregende Edward-Albee-Stück Who’s Afraid of Virginia Woolf?.
Von 1947 an schrieb Rose Presse-Kolumnen über sein Leben, die Pitching Horseshoes, die große Verbreitung fanden. Sie dienten auch als Grundlage für seine 1948 erschienene Autobiografie Wine, Women and Words, die mit Illustrationen von Salvador Dalí versehen war. Der Fernsehsender ABC produzierte 1950/51 einige dieser Geschichten in 24 Episoden unter dem Titel The Billy Rose Show.
Um gemeinnützige Zwecke zu unterstützen, gründete Rose 1958 die Billy Rose Foundation, die u. a. die Billy Rose Theatre Collection der New York Public Library finanzierte. Bereits 1931 hatte er zusammen mit anderen die Songwriters Protective Association gegründet, die heutige Songwriters Guild of America. Anfang der 1960er schenkte er dem Israelischen Nationalmuseum in Jerusalem seine Kunstsammlung und legte damit den Grundstein für den nach ihm benannten Billy Rose Art (bzw. Sculpture) Garden.
Seine Trennung von Eleanor Holm Mitte der 1950er geriet in den Fokus der Presse und wurde von ihr als „The War of the Roses“ bezeichnet. Eine Rolle spielte dabei seine dritte Frau Joyce Mathews, mit der er von 1956 bis 1959 und erneut von 1965 bis zu seinem Tod verheiratet war. Eine vierte Ehe mit der Schauspielerin Doris Vidor im Jahr 1964 hielt nur sechs Monate.

Billy Rose starb 1966 im Alter von 66 Jahren an einer Lungenentzündung in seinem Ferienhaus in Montego Bay auf Jamaika.